# 克麗奧佩脫拉六世
克麗奧佩脫拉六世·特丽菲娜（希腊语：Κλεοπάτρα Τρύφαινα）是一位托勒密埃及女王。她可能和克麗奧佩脫拉五世是同一人。
托勒密王朝至少有两或三个女人名为克麗奧佩脫拉·特丽菲娜。
一些现代历史学家为她编号为克麗奧佩脫拉六世·特丽菲娜，她是托勒密十二世和克麗奧佩脫拉五世的最年长的女儿，有一个鼎鼎大名的妹妹克麗奧佩脫拉七世。有的来源称她夭折了。其他的来源称，埃及人民反抗时，托勒密十二世赶紧逃到往罗马庇护，她和她的妹妹贝勒尼基四世成为埃及共治者，她成为托勒密王朝埃及女王后不久后就突然不明死去。公元前她的母亲克麗奧佩脫拉五世最后一次在史书中提到是在公元前69年，克麗奧佩脫拉五世可能是因其死亡而失去记载。托勒密十二世第二任妻子身份未知，但种种迹象表明克麗奧佩脫拉六世就是托勒密十二世的第二任妻子，她被推定在母亲去世后嫁给父亲为妻，夫妻俩生了三個孩子，分別為阿爾西諾伊四世、托勒密十三世和托勒密十四世。